# یورخن فان د واله
یورخن فان د واله (انگلیسی: Jurgen Van de Walle؛ زادهٔ ۹ فوریهٔ ۱۹۷۷) دوچرخه‌سوار اهل بلژیک است.